# Вільчин (Великопольське воєводство)
Вільчин (пол. Wilczyn) — село в Польщі, у гміні Вільчин Конінського повіту Великопольського воєводства.
Населення — 1247 осіб (2011).
У 1975-1998 роках село належало до Конінського воєводства.

## Демографія
Демографічна структура станом на 31 березня 2011 року:
|          | Загалом | Допрацездатний вік | Працездатний вік | Постпрацездатний вік |
| -------- | ------- | ------------------ | ---------------- | -------------------- |
| Чоловіки | 628     | 134                | 452              | 42                   |
| Жінки    | 619     | 119                | 409              | 91                   |
| Разом    | 1247    | 253                | 861              | 133                  |